# Anshunsaurus
Anshunsaurus (лат.) — род вымерших пресмыкающихся из семейства Askeptosauridae отряда Thalattosauria. Окаменелости были найдены в среднетриасовых отложениях в провинции Гуйчжоу, Китай. Известны три вида: типовой вид A. huangguoshuensis (описан в 1999 году), A. wushaensis (описан в 2006 году) и A. huangnihensis (описан в 2007 году).

## Описание и виды
Anshunsaurus был морской рептилией с длинной шеей, тонким вытянутым черепом и длинным веслообразным хвостом. По сравнению с туловищем, конечности были очень маленькими. Anshunsaurus отличается от других представителей семейства Askeptosauridae удлинённой скуловой костью, сросшимися заглазничными и затылочными костями вокруг глазницы, слагающей край глазницы верхнечелюстной костью, плечевой костью с большими гребнями и крупной малоберцовой костью.
Типовой вид Anshunsaurus, A. huangguoshuensis, был описан в 1999 году по остаткам из ладинских (или карнийских) отложений формации Фаланг (Falang) в Гуаньлин-Буи-Мяоском автономном уезде. Известно несколько хорошо сохранившихся частичных скелетов, большинство из которых сильно деформированы (раздавлены) в дорсальном или вентральном положении. Голотип A. huangguoshuensis, IVPP V11835, сохранился в дорсальной проекции, в то время как второй экземпляр, IVPP V11834, сохранился в вентральной проекции. Судя по этим экземплярам, A. huangguoshuensis достигал длины до 3,5 м. Хвост составлял не менее половины длины животного. Молодь A. huangguoshuensis была описана в 2015 году.
Второй вид, A. wushaensis, был описан в 2006 году по находкам, сделанным в уезде Синъи. A. wushaensis немного меньше, чем A. huangguoshuensis, имеет меньшую голову по отношению к длине тела. У него также более короткие остистые отростки позвонков с гребнями на верхней поверхности, укороченный четвёртый палец на передних конечностях, хорошо развитый внутренний надмыщелок на плечевой кости и более короткая скуловая кость. В 2007 году был описан молодой экземпляр A. wushaensis, что сделало Anshunsaurus единственным на тот момент представилем Thalattosauria с описанной онтогенетической линией роста, помимо Xinpusaurus. Грудной и тазовый пояса у этого экземпляра асимметричны, что позволяет предположить, что кости на левой и правой сторонах тела животного окостеневали с разной скоростью по мере роста.
В 2007 году в Синьи был описан третий вид, A. huangnihensis. Он отличается от двух других видов формой коракоида.

## Классификация
В первоначальном описании 1999 года Anshunsaurus относился к завроптеригиям. В 2000 году Anshunsaurus был переопределён как член Thalattosauria и с тех пор остаётся в этой группе. Он был отнесён к семейству Askeptosauridae вместе с европейским родом Askeptosaurus. Оба рода относятся к надсемейству Askeptosauroidea (группе, для которой характерны длинные шеи и узкие черепа). Из трёх видов Anshunsaurus, A. huangnihensis имеет больше общих черт с другими талаттозаврами, такими как Askeptosaurus и Endennasaurus. Эти черты позволяют предположить, что A. huangnihensis является переходной формой между более ранними талаттозаврами и более поздними видами Anshunsaurus.